# Паксан

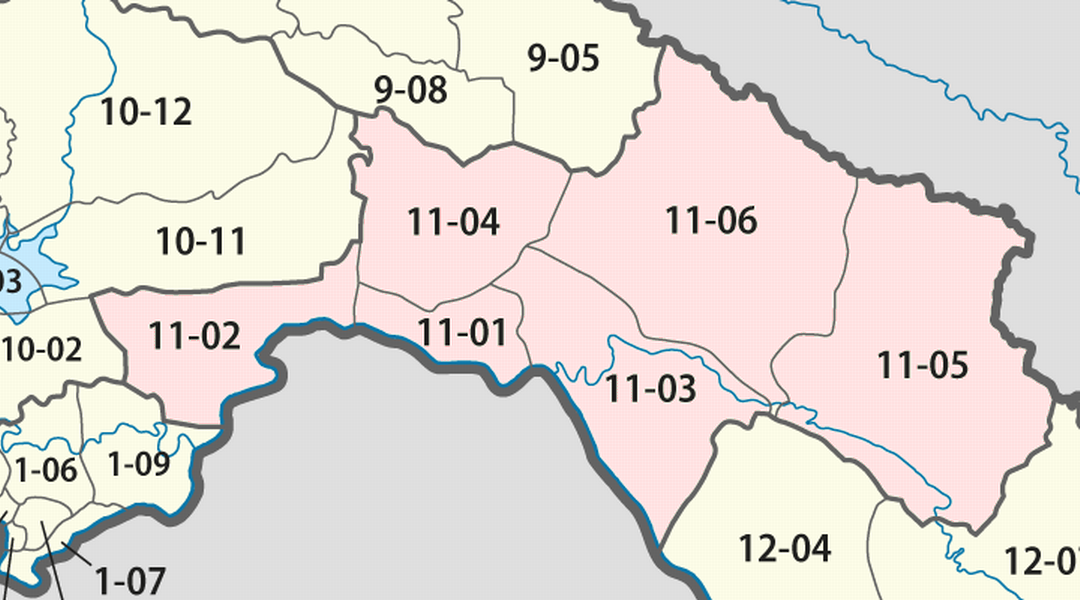
Число 11-01

Паксан — один з районів (лаос. ເມືອງ муанг) провінції Болікхамсай, Лаос.